# Ensta
Ensta är en kommundel i Täby kommun, Stockholms län, centralt belägen strax norr om Täby Centrum. Den gränsar till Tibble, Ella gård, Ella park, Broby, Karby och Gribbylund.

## Historik
Namnet Ensta är troligen förhistoriskt och var namnet på den gård som från vikingatid fram till 1800-talets början låg några hundra meter söder om nuvarande Ensta Krog. Ensta Krog öppnades på 1680-talet utefter landsvägen mellan Stockholm och Finland och var under 1700-talet en av de större gästgivaregårdarna i landet. Ensta Krog fungerade även som tingsplats för Danderyds skeppslag.
Vid Ensta Krog finns en fornlämning. I södra delen av Ensta ligger en av Täbys två fornborgar. 
På Roslagsbanan inrättades år 1911 hållplatsen Ensta. På båda sidor om denna hållplats växte det villaområde upp ägor som sedan dess bär den gamla gårdens namn (trots att villaområdet egentligen inte ligger på Enstas utan på gårdarna Åvas och Tibbles gamla ägor). Området öster om järnvägen, ursprungligen kallat Ensta stationssamhälle, började expolateras av Näsby fastighets AB i slutet av 1920-talet. Området väster om järnvägen, kallat Ensta park, började bebyggas 1933 av AB Tomtcentralen. 1936 bildades Ensta Tomtägareförening. 
Områdets centrala läge, och inte minst dess närhet till Roslagsbanan, har gjort området mycket attraktivt för villabebyggelse varför många av de ursprungliga tomterna nu styckats i flera fastigheter för att ge plats åt ytterligare enfamiljsbostäder. De norra och östliga delarna av Ensta utgörs av Stolpaskogen. I Ensta finns också ett vattentorn, som rymmer 9 000 kubikmeter vatten.

## Friluftsliv
Ett antal av kommunens motionsleder utgår från Ensta Friluftsgård och Friluftsfrämjandet har lokaler där. Det finns två belysta motionsspår, ett på 2,5 km och ett på 5 km, samt ett oupplyst på 10 km och ett kortare och tillgänglighetsanpassat spår. Det finns även en tillgänglighetsanpassad lekpark i området och ett utegym.